# Cestaglia
Cestaglia (Sesea in dialetto lecchese locale) è una frazione del comune di Perledo che conta qualche decina di abitanti.
Il territorio della frazione è attraversato dal torrente Masna ed è prossimo alle frazioni Gittana e Regoledo.

## Storia
Cestaglia deriverebbe da Cetana e Castaglia, città della magna Grecia.